# Largo Winch (série télévisée)
Pour le personnage éponyme, voir Largo Winch.
Largo Winch est une série télévisée américano-germano-belgo-canado-française en 39 épisodes de 44 minutes, créée par Phil Bedard, Larry Lalonde et David J. Patterson d'après les romans et la bande dessinée homonyme et diffusée en France à partir du 26 janvier 2001 sur M6, en Allemagne à partir du 3 mai 2001 sur ProSieben, au Canada à partir du 9 septembre 2001 sur le système CH, au Québec à partir du 9 janvier 2002 à Séries+, en Belgique sur Club RTL en octobre 2000 Plug RTL en 2004, et en Suisse sur TSR1 début janvier 2001 ou encore TSR2.

## Synopsis
Nerio Winch, PDG du tout-puissant Groupe W, meurt en pleine nuit, brutalement assassiné. Juste avant de mourir, Nerio avait enregistré un message ; un message destiné à son fils, Largo.
Celui-ci, confronté à la fois à la mort de son géniteur et à la puissante confrérie occulte ayant orchestré celle-ci, va devoir se frayer un chemin entre ennemis mortels et adversaires financiers en succédant à son père à la tête du groupe.

## Fiche technique
- Réalisation : David Wu (4 épisodes)
- Photographie : Bernard Couture (33 épisodes)
- Montage : Arthur Tarnowski (21 épisodes)
- Music supervision : Frédéric Rebet
- Musique : Michel Colombier
  - Chanson du générique : Dominique Dalcan (interprétation : Nancy Danino)
- Production : Arnauld de Battice, Jacques Méthé, Léon Pérahia
- Sociétés de production : Beta Film, Édition Dupuis, M6, Motion International, Muse Entertainment Enterprises, Paramount Television, RTL-TVI, Tandem Communications
- Pays de production :  France,  Allemagne,  Canada,  Belgique,  États-Unis
- Langue originale : anglais
- Format : couleurs - Dolby
- Durée : 44 minutes par épisode

## Distribution

### Personnages principaux
- Paolo Seganti (VF : Jean-Pierre Michaël) : Largo Winch
- Diego Wallraff (VF : Stéfan Godin) : Simon Ovronnaz
- Sydney Penny (VF : Sandrine Versele) : Joy Arden
- Geordie Johnson (de) (VF : Philippe Résimont) : Georgy Kerensky
- Serge Houde : John D. Sullivan

### Personnages récurrents
- Charles Edwin Powell (VF : Tony Joudrier) : Michel Cardignac
- Tyrone Benskin : Waldo Buzetti
- Sonia Benezra : Alicia del Ferril
- Michelle Lipper : Marissa

### Invités
- Victoria Sánchez : Vanessa Ovronnaz
- Agathe de La Boulaye : Diana Murray
- Vernon Dobtcheff : le père Maurice (saison 1)
- Ron Lea : Joop Van Dreema (épisode pilote L'héritier)
- David Carradine : Nerio Winch
- Elisha Cuthbert : Abbey (épisode Le Souffle du passé)
- Kim Poirier : Jacqueline Lindley
- Lucie Jeanne : Carin Messalti (épisode La Rançon)

 Source et légende : version française (VF) sur RS Doublage

## Épisodes

### Première saison (2001)
1. L'Héritier (Pilote) 90 minutes
2. Premiers Pas
3. La Tour en otage
4. Les Liens du sang
5. Vengeance
6. Projet Arctique
7. Affaires de famille
8. Trahison intime
9. La Cible
10. La Rançon
11. Alerte maximum
12. Pour l'amour d'un milliardaire
13. Vacances impossibles
14. Guerre secrète
15. Rédemption
16. Sous le charme
17. Le Souffle du passé
18. Au mépris du danger
19. Qui suis-je ?
20. Ennemis rapprochés
21. L'Engrenage
22. Traqué
23. Insurrection
24. Révélations
25. Résurrection

### Deuxième saison (2002)
1. Manipulations
2. Pur-sang
3. L'Espionne qui m'aimait
4. Le Parfum de la vengeance
5. Ultime Recours
6. Un paradis d'enfer
7. Femme fatale
8. Jeux dangereux
9. Haute sécurité
10. Le Repos du guerrier
11. Expérience interdite
12. L'Amour à tout prix
13. Compte à rebours